# Krwawa niedziela (film)
Krwawa niedziela (ang. Bloody Sunday) – irlandzko-brytyjski dramat historyczny z 2002 roku w reżyserii Paula Greengrassa. Scenariusz oparto na faktach.
Krwawa niedziela została nakręcona w reporterskim, paradokumentalnym stylu. Jest fabularyzowaną rekonstrukcją wydarzeń mających miejsce 30 stycznia 1972 roku w Londonderry w Irlandii Północnej. Tego dnia żołnierze brytyjscy z 1 Regimentu Spadochroniarzy zabili 13 uczestników marszu protestacyjnego przeciwko prawu umożliwiającemu internowanie każdego Irlandczyka podejrzanego o terroryzm. Centralną postacią obrazu jest protestant Ivan Cooper (Nesbitt), lokalny polityk i organizator marszu. Jego pokojowa inicjatywa zamienia się w tragedię, określoną później mianem krwawej niedzieli.
Zdjęcia kręcono w większości w jednej z dzielnic Dublina, Ballymun, a jedynie w niewielkiej części w Londonderry. Krwawa niedziela jest produkcją telewizyjną, jednak w niektórych krajach obraz był wyświetlany w kinach.

## Obsada
- James Nesbitt - Ivan Cooper
- Tim Pigott-Smith - Major General Robert Ford
- Nicholas Farrell - Patrick Maclellan
- Gerard McSorley - Lagan
- Allan Gildea - Kevin McCorry

i inni. 

## Nagrody
Film obsypano nagrodami, zdobył m.in. nagrodę BAFTA w kategorii najlepsze zdjęcia, nagrody British Independent Film Awards (dla Greengrassa za reżyserię oraz dla Jamesa Nesbitta za główną rolę męską), cztery nominacje do Europejskich Nagród Filmowych, nagrody Fantasporto oraz IFTA Awards. Prócz tego film zdobył nagrodę aktorską na festiwalu w Sztokholmie, wyróżniony został również podczas festiwalu filmowego w Sundance. Na Festiwalu w Berlinie Krwawa niedziela nagrodzona została Złotym Niedźwiedziem (wspólnie z japońską animacją Spirited Away: W krainie bogów), dodatkowo otrzymała nagrodę jury ekumenicznego.